# Giōrgos Mauroudīs
Giōrgos Mauroudīs (in greco: Γιώργος Μαυρουδής; 4 giugno 1954) è un ex calciatore cipriota, di ruolo centrocampista.

## Carriera
Ha giocato 4 partite con la nazionale cipriota tra l'anno 1982 ed il 1987.